# قتل صادق برمکی
قتل صادق برمکی جوان ۱۹ ساله مهابادی در ۳۱ شهریور ۱۳۹۶ به وقوع پیوست. آتش زدن صادق برمکی و انتشار تصاویر و سلفی با جنازه وی توسط عاملان قتل در شبکه‌های اجتماعی بازخورد گسترده‌ای داشت. مظنونان این قتل بازداشت شده و در اختیار مقامات قضایی قرار گرفتند. انتشار تصاویر سلفی قاتلان با جنازه در حال سوختن قربانی، واکنش شدید کاربران به‌ویژه شهروندان مهابادی را در پی داشت.

## حادثه
قاتلین علت جنایت را اختلاف شخصی عنوان کردند آن‌ها در ۳۰ شهریور ۱۳۹۶ مقتول را به بهانه تفریح به بیرون شهر بردند و به گفته برخی منابع، ابتدا وی را مسموم و سوار خودرو شروع به فیلمبرداری می‌نمایند. آن‌ها خودرو را در محل جنایت نگه می‌دارند و با ساطور مقتول را مجروح می‌کنند و درحالی‌که بیهوش بوده عکس سلفی می‌گیرند. صادق را در محل حادثه رها و به شهر بازمی‌گردند. قاتلین در صبح روز ۳۱ شهریور ۱۳۹۶ دوباره به محل حادثه بازمی‌گردند و متوجه می‌شوند مقتول هنوز زنده است. او را به نقطه دیگری می‌برند و سنگی را به سر وی می‌کوبند سپس دانیال (متهم اصلی) صادق را از ماشین پیاده و وی را آتش می‌زند، یکی دیگر از متهمان با ریختن بنزین صادق را زنده زنده آتش می‌زند.
در ۳ مهر ۱۳۹۶ چوپانی در مسیر روزانه خود با جسمی سوخته برخورد و پلیس را در جریان می‌گذارد. جسد صادق برمکی به پزشکی قانونی منتقل شد. پلیس کمتر از ۴۸ ساعت، قاتلان را دستگیر و در اختیار مقامات قضایی قرار داد. مظنونان جرم خود را انکار می‌کنند اما با بازیابی حافظه تلفن همراه قاتلان فیلم کامل و تصاویر حادثه به‌دست آمد.

### شواهد
تارا (دوست صادق) می‌گوید: دو سال بود که با صادق آشنا شده بودم، او پسر خوب و خانواده داری بود. تارا در مورد دانیال می‌گوید: از دوران پیش از دبستان دانیال و صادق با یکدیگر دوست بودند، دانیال حالت عادی نداشت. تقریباً یک ماه و نیم پیش بود تصمیم گرفت شیطان‌پرست شود. به صادق پیشنهاد داد تا با او همراه شود اما صادق نمی‌پذیرفت. شب حادثه با صادق صحبت کردم و او از مدارکی صحبت کرد که می‌توانست دانیال را به خطر بیندازد به همین دلیل دانیال از او خواسته بود که یا با او همراه شود یا مدارک را بازگرداند اما صادق قبول نکرد. پس از ارتکاب این جنایت متوجه شدم که صادق مدارکی در اختیار داشت که اگر به دست پلیس می‌رسید موقعیت ۱۷ تن از همراهان دانیال را به خطر می‌انداخت، به همین دلیل تصمیم به قتل او گرفتند و با خوراندن مشروب مسموم به او، صادق را به قربانگاه کشاندند.

## حکم اعدام قاتلین
در خرداد ۱۳۹۷ دادگاه قاتلین جوان مهابادی تشکیل گردید قاضی ۳ متهم در قتل را به اعدام و یک نفر را به معاونت در قتل به ۱۰ سال زندان محکوم کرد. در آذر ۱۳۹۷ حکم اعدام قاتلین صادق در دیوان عالی تأیید شد.
در ۱۶ فروردین ۱۳۹۹ سید دانیال زین العابدین (یکی از قاتلان) در زندان و بر اثر ضربات شدید کشته شد. به گفته مقامات زندان وی خودکشی کرده است. طبق اعلام دادستانی آذربایجان غربی، او به دلیل سکته قلبی ناشی از خودزنی و مصرف قرص مرد.‏ در سحرگاه ۱۷ آذر ۱۳۹۹ کمال اصغری، یکی دیگر از مرتکبین قتل اعدام گردید. بامداد ۱۹ آذر ۱۳۹۹ نیز دانیال دیوانی‌آذر، سومین قاتل، اعدام شد.‏

## مستند
مستند صادق برمکی، ساخته شاهین صمدپور مرگ صادق برمکی را روایت می‌کند.